# 特蕾西·克劳奇
特蕾西·伊丽莎白·安妮·克劳奇女爵士，DBE（1975年7月24日—）是英国保守党政治人物，前文化部体育和公民社会政务次官、現任查塔姆和艾尔斯福德选区议员。

## 早年经历
克劳奇生于肯特郡阿什福德，就读福克斯通女子学校，后入读赫尔大学学习政治学和法律，1996年毕业。
毕业后克劳奇成为国会研究员，1998年任哈考特公共事务公司公共关系官，2000年重回国会先后任三位反对党前座议员幕僚长，包括2003-2005年任影子内政大臣戴维·戴维斯的幕僚长。后克劳奇雇于保险公司英杰华集团，2005年至2010年担任公共事务负责人。成为政府官员前，她曾执教过一支初级女子足球队。

## 个人生活
克劳奇是一位英格兰足球总会认证的足球教练。她是托特纳姆热刺足球俱乐部的忠实粉丝。
克劳奇一直想成为体育部长，但在2015年大选期间小产，让她最初不确定是否应接受卡梅伦首相的任命。她于2016年2月与她的伴侣Steve Ladner生下了她的第一个孩子，并成为首位休产假的保守党政府大臣。